# Lalla Takarkoust (commune)
Pour les articles homonymes, voir Lalla Takarkoust.
Lalla Takarkoust (ou Lalla Takerkoust ; en arabe : للا تاكركوست), est une commune rurale de la province d'Al Haouz, dans la région de Marrakech-Safi, au Maroc. Son centre urbain est la ville du même nom.

## Géographie
Lalla Takarkoust est située à environ 40 km au sud-ouest de Marrakech.

## Histoire
Lalla Takarkoust, créée en 1959, fait partie des 763 premières communes qui ont été formées lors du premier découpage communal qu'a connu le Maroc ; elle se trouvait alors dans la province de Marrakech (dont la composition a depuis évolué), au sein du cercle d'Amizmiz.

## Démographie
Lalla Takarkoust a connu, de 1994 à 2004 (années des derniers recensements), une hausse de population, passant de 5 110 à 6 006 habitants (pour respectivement 939 et 1 251 ménages). En 2004, son centre urbain éponyme, qui n'apparaissait pas lors du recensement de 1994, comportait 3 348 habitants (pour 740 ménages) ; sa population rurale était donc de 2 658 habitants (pour 511 ménages).

## Administration et politique
Selon le découpage communal de 2008, au sein de province d'Al Haouz, la commune — collectivité territoriale — de Lalla Takarkoust relève du caïdat de Ouazguita, faisant lui-même partie  du cercle d'Amizmiz (circonscriptions déconcentrées).
Le président du conseil communal est Abdelaziz Aït Bouifaden, un commissaire judiciaire né en 1959 et faisant partie du Rassemblement national des indépendants.